# Passage du Mont-Cenis
Passage du Mont-Cenis är en gata i Quartier de Clignancourt i Paris 18:e arrondissement. Passage du Mont-Cenis, som börjar vid Rue du Mont-Cenis 133 och slutar vid Boulevard Ornano 80 bis–82, är uppkallad efter bergsmassivet Mont Cenis.

## Omgivningar
- Notre-Dame de Clignancourt
- Square Sainte-Hélène
- Lycée Rabelais
- Boulevards des Maréchaux
- Boulevard Ney
- Musée historique du flipper

## Bilder
| - Notre-Dame de Clignancourt. - Boulevard Ney. |

## Kommunikationer
- Tunnelbana – linje 4 – Porte de Clignancourt
- Busshållplats Porte de Clignancourt – Paris bussnät, linje 56

### Webbkällor
- ”Passage du Mont-Cenis”. Mairie de Paris. http://www.v2asp.paris.fr/commun/v2asp/v2/nomenclature_voies/Voieactu/6391.nom.htm. Läst 27 februari 2021.
- ”Passage du Mont-Cenis”. Les rues de Paris. https://www.parisrues.com/rues18/paris-18-passage-du-mont-cenis.html. Läst 27 februari 2021.